# Barranco de la Saleta
El barranco de la Saleta es un cauce natural que atraviesa varios municipios de la provincia de Valencia, incluyendo Cuart de Poblet, Aldaya, Alacuás y Chirivella. Históricamente, este barranco ha sido fuente de inundaciones recurrentes, especialmente en Aldaya, donde su desbordamiento ha causado daños materiales significativos y ha mantenido en alerta constante a la población local.
Es importante destacar que, en algunos tramos, el barranco de la Saleta pierde su cauce definido, lo que ha contribuido a las inundaciones en áreas urbanas, particularmente en Aldaya.

## Gota fría de 2024
En octubre de 2024, una DANA provocó lluvias torrenciales que desbordaron el barranco de la Saleta, inundando Aldaya y causando pérdidas materiales sin precedentes.
Esta situación reavivó una demanda histórica de más de 40 años: el desvío y encauzamiento del barranco para prevenir futuras inundaciones. El Ayuntamiento de Aldaya ha insistido en la necesidad urgente de estas obras para proteger a sus ciudadanos.
En respuesta, el Ministerio de Transición Ecológica anunció en diciembre de 2024 su intención de licitar las obras de encauzamiento del Barranco de la Saleta en 2025, con carácter de urgencia. La Confederación Hidrográfica del Júcar (CHJ) ha actualizado los proyectos relacionados y está coordinando esfuerzos con otras entidades para llevar a cabo estas actuaciones.
Además, la Generalitat Valenciana ha manifestado su compromiso de modificar la Ley de la Huerta y revisar el Plan de Acción Territorial sobre prevención del Riesgo de Inundación (PATRICOVA) para facilitar las obras de encauzamiento de barrancos como el de la Saleta, con el objetivo de mitigar el riesgo de inundaciones en la región.
Estas medidas buscan ofrecer una solución definitiva a los problemas de inundación asociados al Barranco de la Saleta, proporcionando mayor seguridad a los municipios afectados y sus habitantes.